# Cervone Pole, Sofiivka
Cervone Pole (în ucraineană Червоне Поле) este un sat în comuna Marie-Dmîtrivka din raionul Sofiivka, regiunea Dnipropetrovsk, Ucraina.

## Demografie
Componența lingvistică a localității Cervone Pole
     Ucraineană (98,61%)
     Rusă (1,39%)
Conform recensământului din 2001, majoritatea populației localității Cervone Pole era vorbitoare de ucraineană (98,61%), existând în minoritate și vorbitori de rusă (1,39%).